# Trato corticoespinhal lateral

O trato corticoespinhal lateral está indicado em vermelho como 1a na figura

O trato corticoespinhal lateral é a maior parte do trato corticoespinhal. Ele se estende por toda o comprimento da medula espinhal e aparece na seção transversa como uma área oval na frente da coluna posterior e medial ao trato espinocerebelar posterior.